# 昭和極道史
『昭和極道史』（しょうわごくどうし）は、1972年10月12日（木曜日）に公開された日本の映画。製作は東映。監督は佐伯清、主演は梅宮辰夫。

## 出演
- 沢木隆次：梅宮辰夫
- 坂口美佐：加賀まりこ
- 神谷政男：渡瀬恒彦
- 中原敬三：待田京介
- 成島栄之助：見明凡太朗
- 西岡：高宮敬二
- 三宅：中田博久
- ：藤山浩二
- 安川：潮健児
- 村山：八名信夫
- 五郎：北川恵一
- 川田清三郎：河合絃司
- 鈴木：久保一
- 今井：久地明
- 大関の妻：小林千枝
- ：佐藤晟也
- 受取人の親分：沢彰謙
- 小滝勇：小林稔侍
- サブ：太古八郎
- ジュン：伊藤高
- ：土山登士幸
- 林：亀山達也
- 岩佐組々員：山下勝也
- ：山之内修
- ：山田甲一
- ：須賀良
- ：青木卓司
- ：滝島孝二
- ：山浦栄
- ：木村修
- ：比良元高
- ：畑中猛重
- ：鳥巣哲生
- ：城春樹
- バーテン：三浦忍
- ：清水照夫
- ：伊藤慶子
- ：一ノ瀬レナ
- 大関重作：渡辺文雄
- 岩佐東一郎：金子信雄
- 五代義久：丹波哲郎

## スタッフ
- 監督：佐伯清
- 企画：俊藤浩滋、吉峰甲子夫、寺西國光
- 原案：村上和彦（「特集漫画トピックス」連載）
- 脚本：松本功、山本英明
- 撮影：飯村雅彦
- 録音：内田陽造
- 照明：梅谷茂
- 美術：中村修一郎
- 音楽：伊部晴美
- 編集：田中修
- 助監督：橋本新一
- 記録：宮本衣子
- 擬斗：久地明
- スチール：加藤光男
- 進行主任：志村一治
- 装置：石井正男
- 装飾：田島俊英
- 美粧：井上守
- 美容：石川靖江
- 衣裳：福崎精吾
- 演技事務：石川通生
- 現像：東映化学

## 同時上映
- 『着流し百人』